# Allstedt
Allstedt − miasto w Niemczech, w kraju związkowym Saksonia-Anhalt, w powiecie Mansfeld-Südharz, liczy 8 557 mieszkańców (2009).
1 stycznia 2010 do miasta przyłączono gminy Beyernaumburg, Emseloh, Holdenstedt, Katharinenrieth, Liedersdorf, Mittelhausen, Niederröblingen (Helme), Nienstedt, Pölsfeld, Sotterhausen i Wolferstedt.

## Współpraca

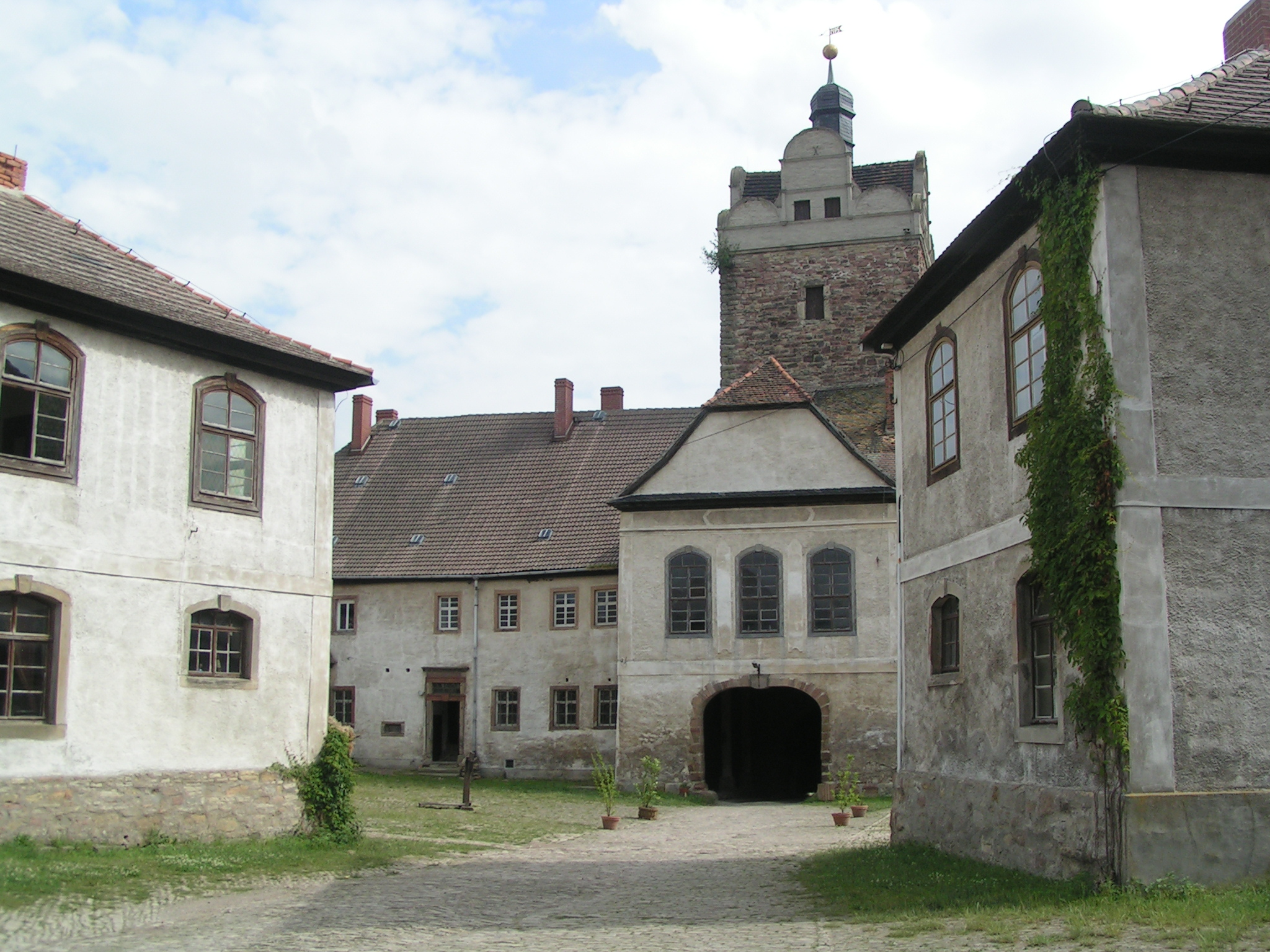
Dziedziniec zamku w Allstedt

Miejscowość partnerska:
- Trendelburg, Hesja